# Corona yugoslava
La Corona Yugoslava fue una moneda provisional de corta vida que se utilizó en el entonces recién formado Reino de los Serbios, Croatas y Eslovenos, que había sido parte del Imperio austrohúngaro.

## Historia
Después de la Primera Guerra Mundial, Austria-Hungría se dividió en muchos estados y su porción sureste se fusionó con Serbia para formar el Reino de los Serbios, Croatas y Eslovenos. La corona yugoslava sustituye la corona austrohúngara a la par, el 12 de noviembre de 1918. Circuló junto con el dinar en Bosnia y Herzegovina, Croacia y Eslovenia, con un tipo de cambio de 1 dinar = 4 coronas. La fecha exacta en la que la corona dejó de circular no es clara, pero una fuente que indica que la corona estaba todavía en circulación a finales de 1922.

## Billetes
Inicialmente, la corona antes de poseer billetes propios, recurrió a la sobreimpresión de los billetes austro-húngaros con denominaciones de 10, 20, 50, 100 y 1000 coronas. Los sellos de los billetes de 10, 20 y 50 coronas estaban escritos en serbio, croata y esloveno, mientras que los sellos en los de 100 y 1000 coronas podrían ser cualquiera de los tres idiomas.
Más tarde, el Ministerio de Finanzas del Reino de los Serbios, Croatas y Eslovenos emitió específico "corona en dinares", señalando la proporción 1 dinar = 4 coronas. Denominaciones de estos billetes se emitieron con valores de 2, 4, 20, 40, 80, 400 y 4000 coronas, y en ½, 1, 5, 10, 20, 100 y 1000 dinares.